# Slag bij Vissenaken
De Slag bij Vissenaken was een bloedige veldslag op 14 september 1576 bij het Brabantse Vissenaken tussen het Spaanse leger en een Staatse troepenmacht.
Muitende Spaanse soldaten vormden vanaf juli 1576 een zodanige bedreiging dat de Staten van Brabant toestemming kregen om een 2600 man sterke troepenmacht op de been te brengen, waarvan zeshonderd ruiters onder Adrien de Rubempré en tweeduizend man voetvolk onder het commando van Willem van Horne. Aan het hoofd van dit onervaren leger werd Jacques de Glymes, na de gevangenname van de Raad van State, afgestuurd op enkele Spaanse benden die de streek van Leuven en Tienen teisterden. Alonso de Vargas vernam dit in de Sint-Bernardusabdij, waar hij zich met het kruim van de Spaanse cavalerie gereedmaakte om de muitende troepen in Aalst op te halen en samen het belegerde Spanjaardenkasteel in Gent te gaan ontzetten. Met zijn 1200 ruiters en de steun van de Zwarte Ruiters van Julian Romero spoedde Alonso de Vargas zich naar Gent.
Vargas eiste vrij doorgang naar Aalst, wat hem ontzegd werd door Glymes, die al te nadrukkelijk persoonlijke krijgsroem zocht. Op 14 september 1576 kwam het in de velden tussen Vissenaken, Breisem en Roosbeek tot een treffen. 
De Locatie
Het strijdgewoel speelt zich af aan de voet van de Galgenberg tussen Tienen en Roosbeek. De Galgenberg of justice de Tirlemont was gelegen in Breisem, langs de oude Romeinse baan, vlak bij de grens met Roosbeek. (Huidig grondgebied parochie Vissenaken Sint-Pieter). 
"De Spaanse cavalerie was aan het hoofd van de colonne geplaatst en 5 compagnieën waren het dorp Vissenaken-Sint-Pieter gepasseerd toen de Alonso de Vargas, die met hen mee marcheerde, de Belgen (sic) in slagorde op kanonafstand voor zich zag. Hun infanterie, geplaatst in het meest verschanste deel van de weg die van Tienen naar Breyssem leidt door de Galgenberg over te steken, was te paard op de weg naar Vissenaken. De linkerkant werd ondersteund door het bos van Bilighout voor Breyssem. De rechterkant werd gedekt door de cavalerie die in twee korpsen was gevormd op het kleine plateau dat de Galgenberg verlengt. Tot slot werd het hele omliggende gebied bewaakt door de plaatselijke bevolking die met wapens in de hand was komen opdagen om de buitenlanders te helpen verslaan." 
Het slagveld van Vissenaken kan op basis van de beschikbare informatie voorlopig nog niet nauwkeurig gelocaliseerd worden.
De aanloop
Wanneer Alonso de Vargas de opstandelingen in slagorde aantreft, bevindt hij zich aan het hoofd van een vijf companiën. De infanterie van het staatse leger is opgesteld langs de weg die van Tienen naar Breisem leidt, net over de Galgenberg. De linkerflank leunt dicht bij het Bilighoutbos aan, net voor Breisem. De rechterflank wordt ingenomen door de cavalerie, verdeeld in twee korpsen op het kleine plateau dat aansluit bij de Galgenberg. Alle uithoeken worden bewaakt door gewapende burgers, die hulp bieden om de vreemdelingen te verslaan. Alonso de Vargas leidt zijn troepen naar een vlakte in het westen van Vissenaken en twijfelt even of hij dit gevecht zou aanvaarden. Hij stuurt tot driemaal toe een gezant naar de heer van Glymes om die de ernst van de situatie duidelijk te maken.
Verloop van de slag
De Staatsen troepen meenden de Spanjaarden ’s nachts te kunnen verrassen, maar dat mislukte. Zij vielen aan, maar werden door een terugtrekkende voorhoede van Spanjaarden in een hinderlaag gelokt. De spaanse infanterie valt aan in colonne, terwijl een vijftigtal Bourgondische arkebusiers, in steun van de Spanjaarden, zich mengen in de strijd. De Spaanse ruiterij, onder leiding van Alonso de Vargas, had zich in een bosje verdekt opgesteld en bestormde onverhoeds het Staatse leger, dat in de grootste wanorde trachtte te vluchten. De staatse ruiterij zocht spoorslags een veilig heenkomen. Julian Romero, aan het hoofd van de Spaanse boogschutters, richt zich op de staatse infanterie, doet hen stoppen en zaait wanorde in de rangen. Ondertussen heeft de Spaanse cavalerie zich in een colonne gevormd en valt de cavalerie van het staatse leger aan. De heer van Bièvre, die de staatse cavalerie aanvoert, was niet in staat om zijn troepen in slagorde op te stellen. Hij keert om met zijn eskadrons en slaat op de vlucht.  
De Spanjaarden joegen de Staatse troepen volledig over de kling, terwijl ze zelf de verliezen op een hand konden tellen. Onder de slachtoffers waren ook burgers van Leuven en studenten van de Universiteit die uit nieuwsgierigheid naar Vissenaken waren gekomen. "Assurés qu'ils étaient d'un triomphe, ils avaient invité un grand nombre d'habitants de la ville et les étudiants de l'Université à venir assister au massacre des Espagnols, comme on va à un spectacle . Quelques brocanteurs trop crédules étaient venus là également pour acheter les dépouilles des vaincus."  Hetgeen vrij vertaald betekent: "Vol vertrouwen in een triomf hadden ze een groot aantal inwoners van de stad en de universiteitsstudenten uitgenodigd om naar de slachting van de Spanjaarden te komen kijken, alsof ze naar een show gingen. Een paar goedgelovige tweedehands dealers waren ook daar om de overblijfselen van de verslagenen te kopen." Of nog zoals vermeld door Adrien Rubembré, baron de Réves: "Aucun clercqz estudians à Louvain, comme nouveaux, ayant mal estudié en faict de guerres, allèrent vers ledict lieu d'icelle deffaite sans armes, avec leurs robbes et mules". Hetgeen vrij vertaald betekent: "Geen van de geestelijken die in Leuven studeerden, als nieuwe studenten, die slecht onderlegd waren in oorlogszaken, gingen zonder wapens, met hun gewaden en muilezels naar de genoemde plaats van het gebeuren."  
J. Lothrop Motley baseert zich op de memoires van Mendoza wanneer hij schrijft :  "In Tisnacq (sic), tussen Leuven en Tienen, wilde een groot aantal studenten, boeren en burgers onder leiding van landheren zich meten met de Spanjaarden. Het bloedbad was immens, maar alle slachtoffers vielen aan één kant. Een handvol veteranen, aangevoerd door Vargis, Mendoza, Tassis en andere dappere aanvoerders, was voldoende om deze ongedisciplineerde menigte, die al snel hun wapens overal gooide om te vluchten voor zo'n geduchte vijand, te verjagen. Twee Spanjaarden werden gedood. Tweeduizend partizanen werden afgeslacht. Ervaren krijgers moeten de slachtoffers die ze met zo weinig moeite in stukken konden hakken hebben veracht."
De studenten en burgers worden mee vermeld op de kopergravure van Frans Hogenberg (zie illustratie) die de Slag van Vissenaken aangrijpend weergeeft. Martin Antoine Del Rio maakt in zijn "Troubles des Pay-Bas" melding van meer dan 200 doden en vele gewonden  anderen gewagen dan weer van wel 2.000 doden.
Onder de prent bevindt zich de volgende tekst:
Nach dem die Hispanigsche Schär/ Der Statt Aelst, nun gar mechttig war/ Seindt seie mitt all irer gewaltt/ Auf Tienen gezogen gar baldt/ Da im weeg von Loven nitt weitt,/Mitt den Benden hieltten ein streitt/ Und der Staten Reutter verzagtt,/Haben geschlagen und veriaght/ Da auch khamen in grosse nodt, viell Studentten so blieben todt. Anno Dij M.D.LXXVI. im septem.
Vrij vertaald is dit: 

‘Nadat de Spaanse schaar de stad Aalst had ingenomen, zijn zij met geweld naar Tienen opgerukt. Daar hebben zij tussen Leuven en Tienen met de Benden (het Statenleger) strijd geleverd. De ontmoedigde Staatse ruiters werden verslagen en verjaagd. Zij kwamen er in grote nood en veel studenten bleven dood. In het jaar des heren 1576 in september.’

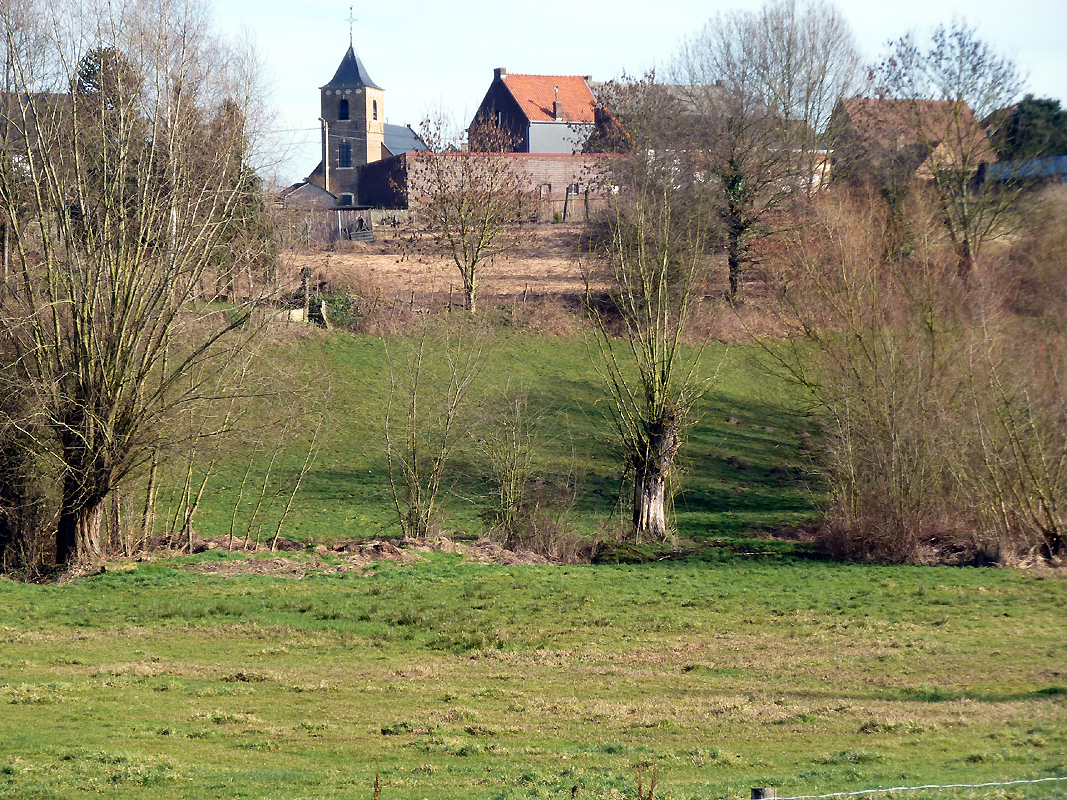
Sint-Mertens-Vissenaken vandaag

Vissenaken, Bunsbeek, Sint-Margriet Houthem en het pachthof van Savooien in Dienem – waren na de veldslag volledig verlaten. Alle inwoners waren gedood of op de vlucht. Pas tien jaar later, in 1587, begonnen inwoners terug te komen. Hoe onwaarschijnlijk het ook klinkt, toch moeten we geloven dat drie dorpen tien jaar lang onbewoond bleven. Servaas de Meurs, meier van Sint-Margriet Houtem, Bunsbeek, Vissenaken en Stok, schreef op 11 januari 1599 aan de Rekenkamer van Brabant, ondertekend door vijf schepenen: dat deur die voorgaende troubelen die voorgaende heerlycheyt met zijne appendities heeft desolaet ende ledich gelegen totten jaere 1587 ende alsdan eerst begonst te inhabiteren met zeer cleyne getalle van personen.
1. ↑  Ferrariskaart. Geraadpleegd op 23 juni 2025.
2. ↑  (fr) Verstraete, Emile (1865). HISTOIRE MILITAIRE DU TERRITOIRE ACTUEL DE LA BELGIQUE, p. 718.
3. ↑  De Vriendt, Derde, Carman, Ben, Willem, John (14 november 2011). De Inventarisatie van slagvelden van vóór WOI in Vlaanderen. Vlaams instituut voor onroerend erfgoed, p. 297.
4. ↑  (fr) Verstraete, Émile. Histoire militaire du territoire actuel de la Belgique. Bruxelles, C. Muquardt, 2e édition. T. 3e..
5. ↑  (fr) Del Rio, Martin Antoine (1864). Mémoires, p. 105.
6. ↑  de Rubempré, baron de Réves, seigneur de Bièvre, Adrien. Commentaires de Bernardino de Mendoça, liv. XV, ch. XI, XII.
7. ↑  Mendoza. Hist. des causes des révoltes, p. 305 - 308.
8. ↑  (fr) Lothrop Motley, J. (1859). Fondation de la république des Provinces-Unies. Michel Lévy Frères, p. 463.
9. ↑  Del Rio, Martin Antoine (1869). Mémoires, I, 107.
10. ↑  (fr) Mendoza. Histoire des causes des révoltes, p. 308 / 450.
11. ↑  (en) Tienen in het ‘Verhaal van Vlaanderen’ - De Reensteen. www.dereensteen.be. Geraadpleegd op 23 juni 2025.
12. ↑  (en) Vrancken, Lutgart, Tienen in het ‘Verhaal van Vlaanderen’ - De Reensteen. www.dereensteen.be (1 mei 2023). Geraadpleegd op 23 juni 2025.
13. ↑  Verbouwe, A.. Iconografie van Vlaams-Brabant, V. Kanton Tienen. Gezichten, plannen en kaarten uit vorige eeuwen, Brussel, 1946, p. 10..
14. ↑  De Meurs, Servaes. R 12.677.